# Триграды
Триграды (укр. Тригради) — село, относится к Подольскому району Одесской области Украины.
Население по переписи 2001 года составляло 278 человек. Почтовый индекс — 67952. Телефонный код — 4861. Занимает площадь 0,471 км². Код КОАТУУ — 5123180805.

## Местный совет
67950, Одесская обл., Подольский р-н, с. Гулянка